# Tiếng Cống
Tiếng Cống là một ngôn ngữ thuộc nhóm ngôn ngữ Lô Lô được sử dụng bởi khoảng 1.500 cư dân ở huyện Mường Tè, tỉnh Lai Châu, Việt Nam. Tiếng Cống có mối quan hệ nhưng khá khác biệt với tiếng Phunoi.

## Phân bố
Theo Jerold Edmondson (2002), tiếng Cống được sử dụng ở 5 bản của huyện Mường Tè, tỉnh Lai Châu:
- Bo Lếch, xã Kan Hồ
- Nậm Khao, xã Nậm Khao
- Nậm Pục, xã Nậm Khao
- Tác Ngá, xã Mường Mô
- Nậm Kè, xã Mường Toong

Theo Phạm Huy (1998: 10), tiếng Cống hiện diện ở các bản sau đây:
- Bo Lếch, xã Kan Hồ
- Nậm Luồng, xã Can Hồ (một phần của Bo Lếch trước đây)
- Nậm Khao, xã Nậm Khao
- Nậm Pục, xã Nậm Khao
- Tác Ngá, xã Mường Mô
- Nậm Kè, xã Mường Toong
- Huổi Sâư, xã Chà Cang, huyện Nậm Pồ

## Phân nhóm
Phạm Huy (1998: 12) liệt kê hai phân nhóm dân tộc Cống sau đây.
- Xí Tú Mạ (Cống Bạc)
- Xám Khổng Xú Lứ (Cống Vàng)

## Cụm từ
Cống Vàng và Cống Bạc khác nhau về mặt ngôn ngữ, như được minh họa bằng những cụm từ sau đây của Phạm (1998: 13) bằng chữ Việt Nam (chữ Quốc ngữ).
- Cống Vàng
  - Háng lế ('Ai đó?')
  - Hàng chà ('ăn cơm')
  - Ý tắng ('uống nước')
- Cống Bạc
  - À sáng lê ('Ai đó?')
  - Hắng tà ('ăn cơm')
  - Lắng ('uống nước')

Các con số trong tiếng Cống Vàng (Phạm 1998: 13):
- 1. tìm
- 2. nhịp
- 3. xem
- 4. ừn
- 5. ngà
- 6. khô
- 7. xị
- 8. dẹ
- 9. quề
- 10. trse
- 11. trse tìm
- 12. trse nhịp
- 20. nhịp trse
- 21. nhịp trse tìm
- 30. xem trse
- 31. xem trse tìm
- 40. ừn trse
- 50. ngà trse
- 100. trse trse

### Văn liệu
- Edmondson, Jerold A. 2002. "The Central and Southern Loloish Languages of Vietnam". Proceedings of the Twenty-Eighth Annual Meeting of the Berkeley Linguistics Society: Special Session on Tibeto-Burman and Southeast Asian Linguistics (2002), pp. 1–13.
- Phạm Huy. 1998. Bước đầu tìm hiểu văn hóa dân tộc Côống. Lai Châu: Sở Văn Hóa Thông tin Lai Châu.
- Various. 2014. Văn hóa dân gian người Cống tỉnh Điện Biên (Quyển 1). Hà Nội: Nhà xuất bản văn hóa thông tin. ISBN 978-604-50-1544-5ISBN 978-604-50-1544-5
- Various. 2014. Văn hóa dân gian người Cống tỉnh Điện Biên (Quyển 3). Hà Nội: Nhà xuất bản văn hóa thông tin. ISBN 978-604-50-1546-9ISBN 978-604-50-1546-9